# Convento de Gracia (Lisboa)
El convento de la Gracia es un convento de Lisboa, declarado Monumento Nacional, localizado en el Ancho de la Gracia,  Son Vicente. Tiene vistas sobre la ciudad y el río Tajo.
Perteneció a la Orden de los Ermitaños Agustinos (Ordo eremitarum Sancti Augustini), conocida ahora como la Orden de San Agustín, por lo que, teniendo su sede en Portugal, también fue conocida como la Orden de Gracianos.
Se remonta al inicio de la nación portuguesa, al ser fundado en el siglo XIII, en el Monte de São Gens, en el antiguo lugar conocido como Almofala, donde Afonso Henriques con sus tropas durante el asedio de Lisboa en 1147. Fue reconstruido en el siglo XVI y restaurado después del terremoto de 1755, que causó daños en la fachada y el crucero de la iglesia. Esta última intervención le confiere un carácter barroco tardío, si bien se mantiene el núcleo manuelino, formado por el baptisterio y la capilla de Almadas, así como el claustro manierista.
Las fachadas de la iglesia y la entrada del convento se encuentran en un ángulo de 90 grados. Sobre la entrada al convento que se levanta el campanario, diseñado por Manuel da Costa Negreiros y que data de 1738.

## Historia
En 1271 se inició su construcción, para albergar a 50 frailes ermitaños de Santo Agostinho, y las obras fueron patrocinadas por  Afonso III.
El convento pasó a ser la cabecera de la provincia de Portugal de la Orden de San Agustín desde 1291 hasta la extinción de la orden en Portugal en 1834.
En 1305, por orden de fray Francisco do Monte Rubiano, en cumplimiento de un voto hecho en Roma, fue consagrado a Nuestra Señora de Gracia .
Según la leyenda, en 1362, la imagen de Nuestra Señora de Gracia apareció en Cascais, en una red de pesca, y fue entregada al convento al día siguiente.
En 1375 se construyó la muralla Fernandina, que rodeaba el convento, por el sur.
Según la leyenda, la imagen de Nuestra Señora de Gracia habría anunciado la victoria de los ejércitos del rey João I en la batalla de Aljubarrota, por lo que ese rey juró acudir todos los años en procesión a la iglesia, costumbre sólo interrumpida durante la unión ibérica entre 1580 y 1640.    
En 1544, el rey João III donó terreno al norte y al oeste, fuera de la cerca Fernandina.  
En 1551 albergaba a 70 frailes y tenía 13 capillas.
Entre 1556 y 1565, la iglesia fue reconstruida con tres naves, por iniciativa del vicario Frei Luís de Montoya, conservándose solo el baptisterio actual, una antigua capilla funeraria.
En la Cuaresma de 1586 se celebra la primera Procesión del Senhor dos Passos da Graça a petición del pintor Luís Alvares de Andrade.
Fue restaurada después del terremoto de 1755.

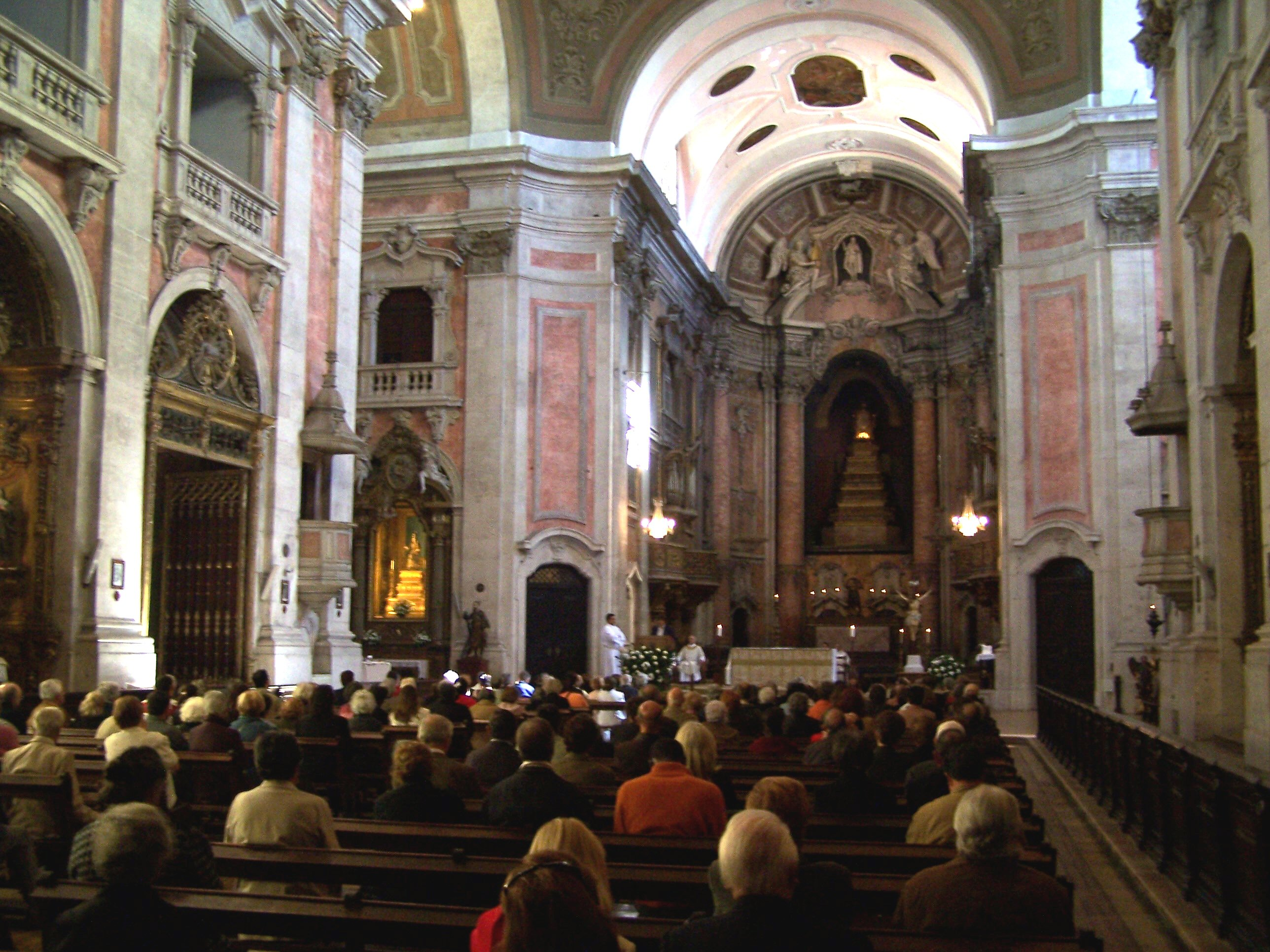
Iglesia y convento de la Gracia II - Gracia (Lisboa)

Hoy, bajo la organización de la Real Hermandad del Senhor dos Passos da Graça, sigue saliendo a visitar la parroquia de Graça todos los años, desde esa fecha, a la misma hora.
Después de la extinción de las órdenes religiosas el convento fue transformado en un cuartel que albergó diversas unidades del ejército.

### Capillas funerarias
En 1472, Rui Gomes de Alvarenga y Melícia de Melo, padres del virrey de la India Lopo Soares de Albergaria, establecieron una capilla funeraria.
El 24 de marzo de 1506, fecha de su partida a la India, Afonso de Albuquerque dejó un testamento estableciendo una capilla en la iglesia, donde fueron enterrados su padre y su bisabuelo. En 1530 se autorizó la construcción de la capilla de São Fulgêncio (actual baptisterio) sobre la antigua sacristía por Lopo Soares de Albergaria, para ser usado como capilla funeraria para él y sus herederos, siendo enterrada allí su esposa, Joana de Albuquerque. El 18 de mayo de 1566, los restos mortales de Afonso de Albuquerque fueron enterrados en el presbiterio. En este espacio también están enterrados los restos de Francisco de Saldanha da Gama y  Fernando de Sousa e Silva, cardenales-patriarcas de Lisboa.

### Programa revivir
En 2016 se integró en el programa ‘Revive’, un proyecto del estado portugués que facilita la apertura del patrimonio a la inversión privada para el desarrollo de proyectos turísticos.
En 2019 se otorgó en concesión al grupo Sana durante cincuenta años y está prevista que este invierta 30 millones de euros para la instalación de un hotel de 5 estrellas con 120 habitaciones, con su apertura prevista para finales de 2022. La concesión no incluye el área de la iglesia ni el jardín respectivo, ni el Jardim da Cerca da Graça. También se establece que el concesionario será el encargado de construir los espacios que albergarán las capillas mortuorias de apoyo a la iglesia.

## Descripción

### Exterior
Es sobrio, presentando sus fachadas principales un paramento dividido horizontalmente por pilastras de orden gigante.

## Interior
En su reconstrucción después del terremoto de 1755 se optó por un interior sobrio, con capillas doradas rococós de finales del siglo XVIII. 
Cabe destacar actualmente los azulejos de los siglos XVI, XVII y XVIII; la carpintería dorada de los altares rococó y las esculturas del siglo XVIII de las capillas; la decoración barroca de la sacristía, con el techo alegórico pintado por Pedro Alexandrino de Carvalho, la gran tabla de Relíquias y la tumba de Mendo de Fóios Pereira .